# Diederik van Veldhuyzen
Diederik van Veldhuyzen (auch Theodorus sowie Van Velthuysen) (getauft am 18. Dezember 1651 in Utrecht; † 20. Juli 1716 ebenda) war ein Utrechter Politiker und Aristokrat.

## Biografie

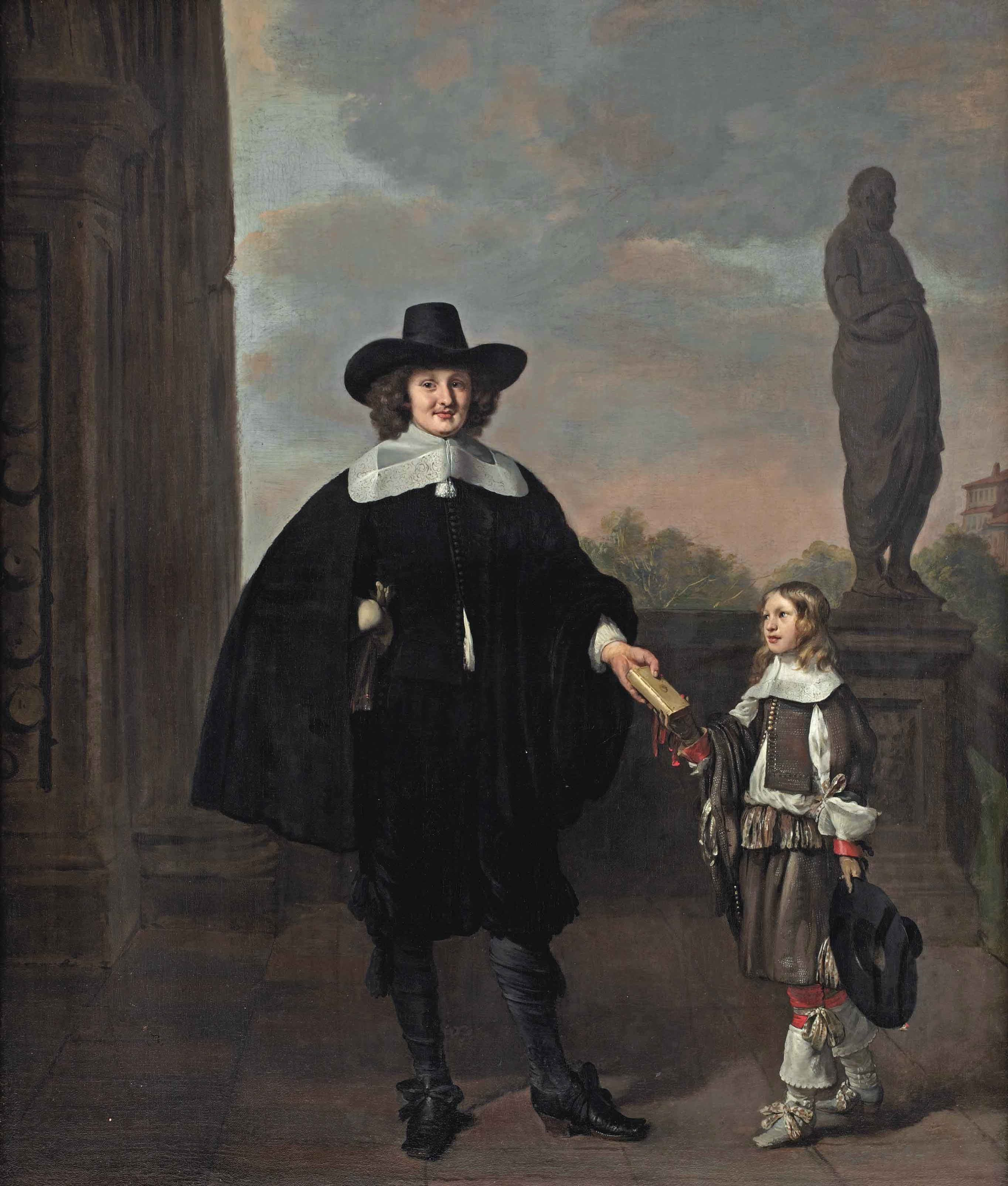
Frederick van Velthuysen (gest. 1658) mit seinem Sohn Diederik van Veldhuyzen (1651–1716), gemalt von Thomas de Keyser (1660)

Seine Eltern waren Frederick van Veldhuyzen und Johanna van Straten (Straaten), einer dem Haus Oranien gutgestellten Patrizier- und Gelehrtenfamilie. 1678 heiratete er Alida de Graeff, Tochter von Andries de Graeff und Elisabeth Bicker van Swieten. Dieser Ehe entsprangen keine Nachkommen. Gemeinsam mit seiner Ehefrau ist er auch im Besitz der Hohen Herrlichkeit Jaarsveld gestanden. 1680 wurde er durch Kauf zum Heeren von Heemstede und auf Schloss Heemstede. Hier legte er eine barocke Gartenanlage an. Des Weiteren ließ Van Veldhuyzen das Interieur des Schlosses durch Daniel Marot im Ludwig XIV.–Stil verfeinern. 1681 erbte Van Veldhuyzen die Herrlichkeit Willescop von seinem Großvater Van Straten.
Van Veldhuyzen war Kanoniker im Domkapitel von Sankt Pieter in Utrecht. Ab den 1680er Jahren war er einer der führenden der Utrechter Oranien-Partei. 1685 wurde er Ratsherr der Staaten von Utrecht. Als Deputierter der Staaten war er 1690 und 1703 im Amt. 1699 war er Ratsherr im Hof van Utrecht (oberster Gerichtshof der Provinz). 1713 wurde Van Veldhuyzen zum Präsidenten der Staaten von Utrecht ernannt.
In der Reformierten Kirche von Houten befindet sich Van Veldhuyzens Grabmonument. Es wurde 1716 von Jan Mast nach einer Skizze von Daniel Marot angefertigt.

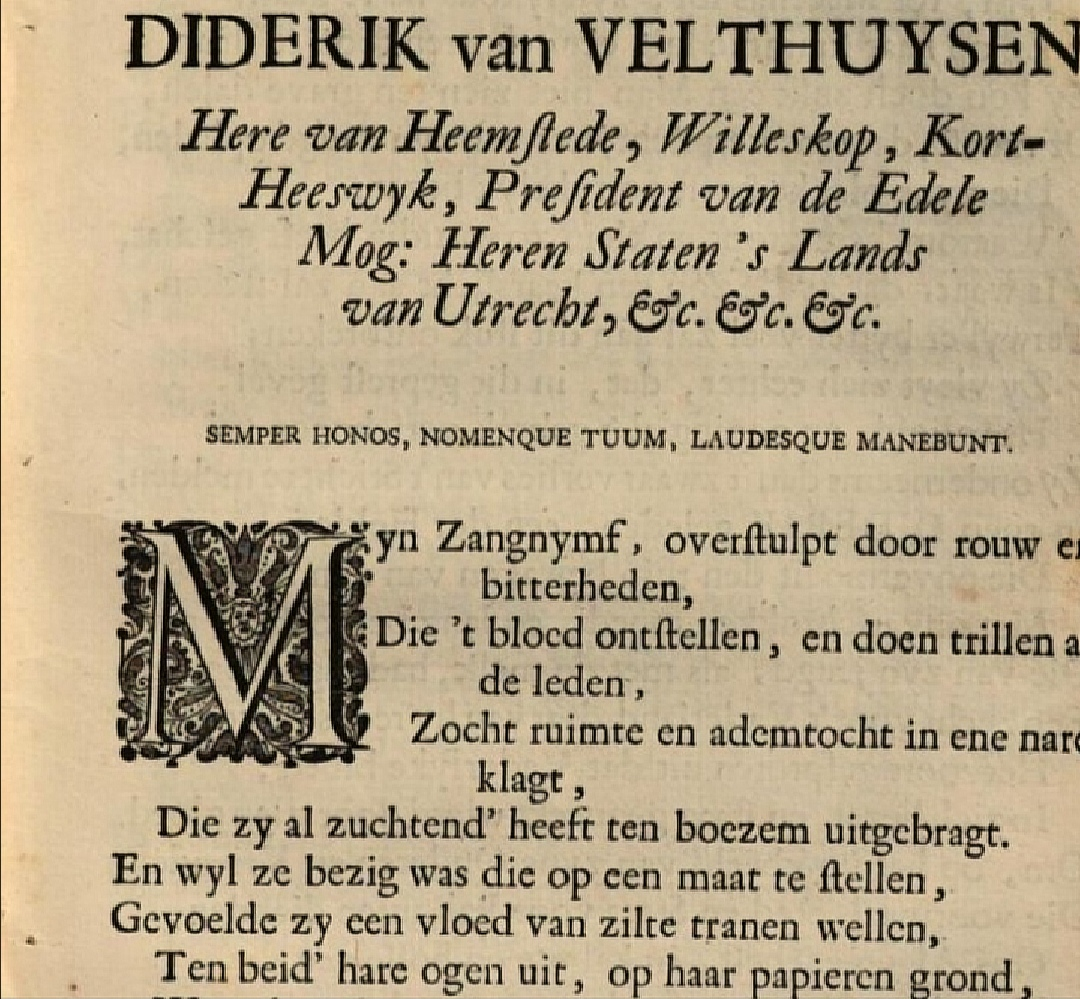
Sterbenachricht des Diederik van Veldhuyzen
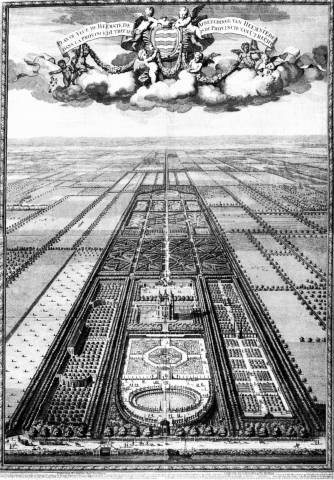
Ansicht des Schlosses Heemstede mit barocker Gartenanlage